# Bałyn (obwód chmielnicki)
Bałyn (ukr. Балин his. pol. Balin) – wieś na Ukrainie w rejonie kamienieckim obwodu chmielnickiego.

## Historia
W XIX i w początkach XX wieś położona była w Rosji, w guberni podolskiej, w powiecie kamienieckim, w gminie Smotrycz.
Po I wojnie światowej tymczasowo pod kontrolą polską, w Zarządzie Cywilnym Ziem Wołynia i Frontu Podolskiego, w okręgu podolskim, w powiecie kamienieckim.
Podczas okupacji hitlerowskiej, w sierpniu 1941 roku Niemcy utworzyli getto dla żydowskich mieszkańców. Przebywało w nim około 400 osób. 5 września 1942 roku Niemcy zlikwidowali getto, a Żydów wywieziono do getta w Kamieńcu Podolskim, część zamordowano na miejscu. 
Do 2020 w rejonie dunajowieckim.

## Dwór
Parterowy dwór kryty dachem dwuspadowym, wybudowany w 1878 r., po prawej stronie piętrowe skrzydło kryte dachem dwuspadowym szczytem skierowanym do frontu, po lewej stronie parterowe skrzydło z tym samym dachem. Obok stadnina koni arabskich i anglo-arabskich. Zniszczony w 1917 r.

## Właściciele
Pod koniec XIX w. należał do: Haupta (27 dziesięcin ziemi), Jaworskich (187),  Mansurowa (265), Sadowskich (1844 plus 78 nieużytków), Trzecieskich (285).